# Вангел Гагачев (икономист)
 Тази статия е за юриста.  За икономиста вижте Вангел Гагачев (юрист).  
Вангел Гагачев (на македонска литературна норма: Вангел Гагачев) е икономист от Северна Македония.

## Биография
Вангел Гагачев е роден в 1941 година в леринското село Буф, днес Акритас, Гърция. Първи братовчед е на юриста Вангел Гагачев. След Гръцката гражданска война (1946 – 1949) се установява да живее в Битоля, Социалистическа република Македония, където завършва средно образование. След това завършва Земеделския факултет на Скопския университет и магистратура по земеделски науки в Новосадския университет. Работи в Земеделския институт в Скопие, в Индустриалното стопанство в Лажец, а от 1974 година в Земеделско-индустриалния комбинат „Пелагония“ като помощник генерален директор. В 1988 година става генерален директор и остава начело на предприятието до пенсионирането си на 15 април 2009 година.
Член е на Съвета на гуверньорите на Народната банка в продължение на два мандата, на Централния комитет на Съюза на комунистите (1986 - 1990), на Надзорния комитет на „Стопанска банка“ АД – Битоля, на управителния орган на „Тетекст банка“ АД – Скопие.
Носител е на Държавната награда „11 октомври“, на наградата на Стопанската камара на Македония, на наградата „4 ноември“ на град Битоля, на Наградата за цялостно дело на „Битолски вестник“ и много други.
Умира на 2 ноември 2022 година в Битоля. Погребан е на Светонеделските гробища.